# Still Collins
Still Collins est un groupe hommage allemand dont le répertoire se compose principalement de chansons que le musicien britannique Phil Collins a interprétées d'une part en tant qu'artiste solo et d'autre part en tant que leader et chanteur soliste du groupe Genesis. En outre, Still Collins reprend aussi en concert des titres composés par Peter Gabriel en solo ou en tant que chanteur de Genesis, tels que Solsbury Hill, Carpet Crawlers, I Know What I Like (In Your Wardrobe) . Le groupe interprète également des titres de Mike + The Mechanics, le groupe formé par Mike Rutherford, guitariste-bassiste de Genesis.
Depuis 2003, le groupe écrit et interprète également ses propres chansons.
Still Collins est fondé en 1995 à Bonn - initialement sous le nom de Feel Collins - et est actif dans tout le pays avec environ quatre-vingt concerts par an. Outre une sélection adéquate de titres, l'accent est mis principalement sur l'interprétation fidèle des chansons en termes de sonorité, de technique de jeu et d'arrangement musical. Le point central ici est la similitude prononcée entre le timbre vocal du chanteur soliste Sven Komp et celle de Phil Collins.
En tant qu'artistes live, le groupe est fréquemment réservé pour les festivals, les opens airs et les événements de toutes tailles, parfois avec plus de cent mille spectateurs. Il se produit également au cours de nombreuses occasions telles qu'évènements d'entreprises, galas et foires commerciales. Still Collins est aussi régulièrement engagé en tant que première partie de grands noms nationaux et internationaux tels que Fury in the Slaughterhouse, Manfred Mann's Earth Band ou Leningrad Cowboys.

## Histoire du groupe

### Les débuts (1995-1998)
À l'automne 1995, le batteur Martin Littfinski (ancien élève du conservatoire de Cologne), le claviériste Christoph Wüllner (de formation classique à l'orgue) et le chanteur Sven Komp se rencontrent à l'hôtel Maritim de Königswinter, où Komp chante en duo. La ressemblance frappante de sa voix avec celle du musicien Phil Collins,, donne à Littfinski l'idée de fonder un groupe qui ne couvrirait que les titres Collins et Genesis, en concert et fidèles à l'original.

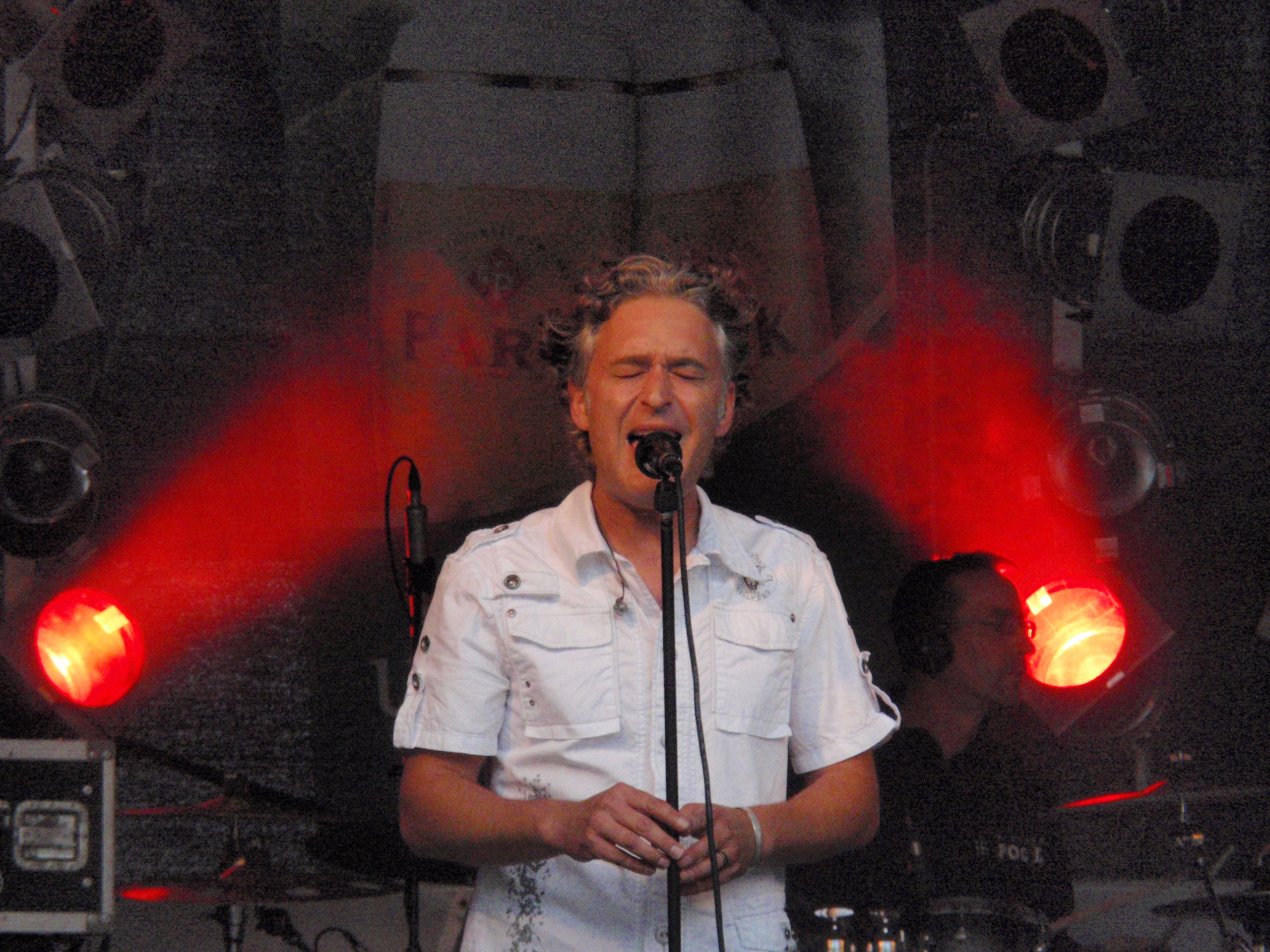
Sven Komp avec Still Collins le 25 juillet 2010 à Deux-Ponts

Quelques mois plus tard, ils sont rejoints par le guitariste Uli Opfergelt (qui a joué avec de nombreux groupes dans les clubs de Cologne), le bassiste Markus Hartmann (diplômé de la Musikhochschule de Cologne)  et le claviériste Stefan Hansel.

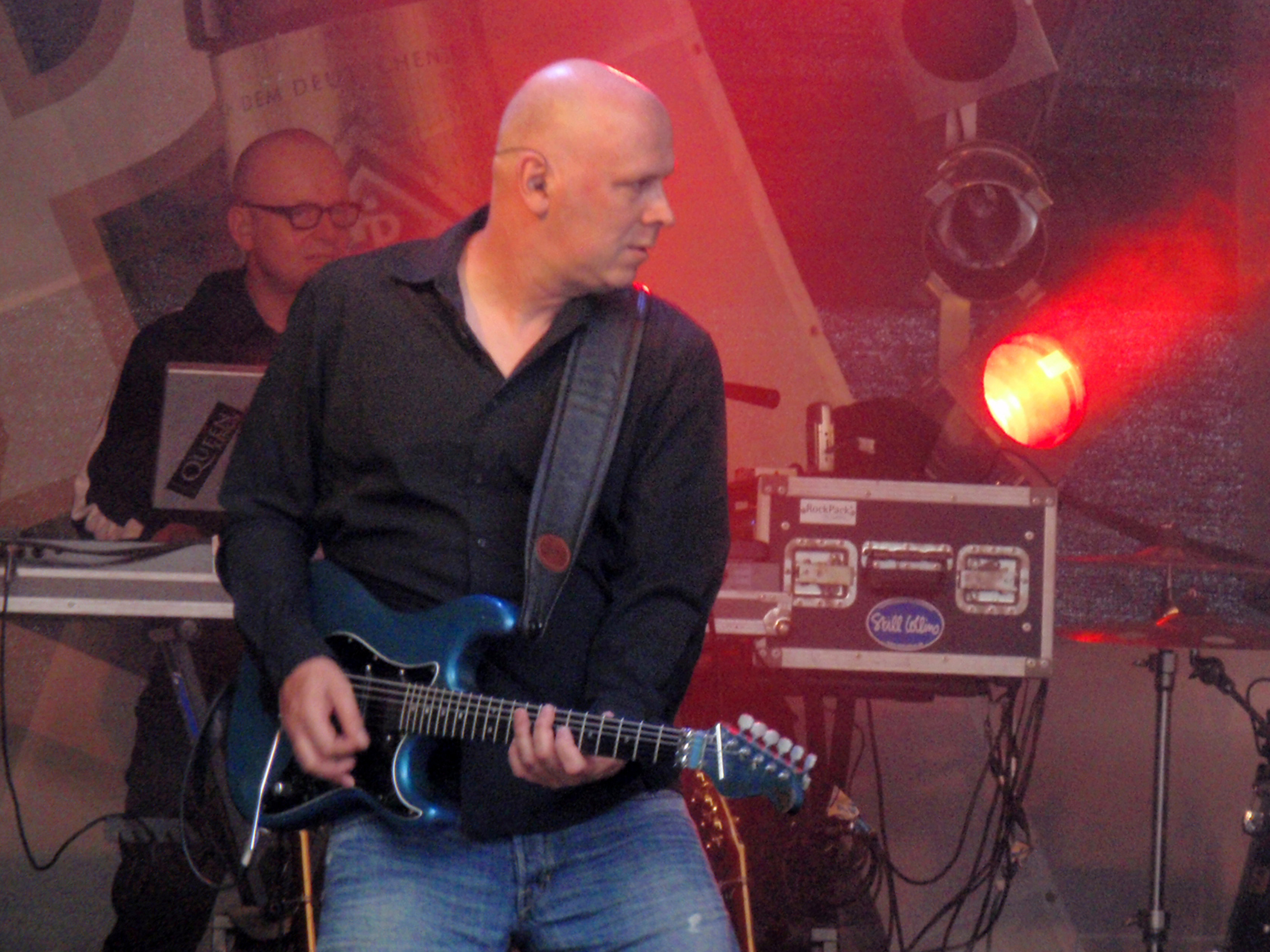
Christoph Wüllner (claviers) et Uli Opfergelt (guitare) avec Still Collins le 25 juillet 2010 à Deux-Ponts

Still Collins donne son premier concert le 10 avril 1996 au Musikcafé Tamam de Königswinter, devant cent-vingt invités ignorant tout du groupe et intéressés uniquement par la musique de Genesis et de Phil Collins,.
Le concept et la performance ravissent le public et conduisent Feel Collins, comme le groupe se nomme encore à l'époque, à participer à d'autres événements, y compris en tant que première partie de Manfred Mann’s Earth Band devant environ trois mille fans ou en ouverture de Leningrad Cowboys ou de Slade.
Au fil du temps, le nombre de concerts et de spectateurs augmentent régulièrement, avec un point culminant en juillet 1997 lors de la réception du vainqueur du Tour de France, l'Allemand Jan Ullrich de l'équipe Telekom, sur la place du marché de Bonn: Feel Collins est convié à s'y produire en concert devant vingt mille passionnés de cyclisme.
À partir de 1998, d'autres musiciens sont invités pour des interpréter des parties de cuivres, de percussions et plus tard aussi pour des chœurs lors d'événements plus importants.

### Sur la voie du succès (1999-2006)
En 1999, le groupe est forcé de changer son nom de Feel Collins en Still Collins pour des raisons de marque, mais cela ne nuit pas à son succès. Après une longue recherche, le groupe complète sa formation avec à partir de mai 2000 la chanteuse Caren Schweitzer-Faust qui a déjà joué avec des célébrités telles que BAP, Udo Jürgens et Roland Kaiser,. Cette dernière sera la partenaire idéale de Sven Komp pour l'interprétation en duo de titres tels que Easy Lover et Separate Lives. 

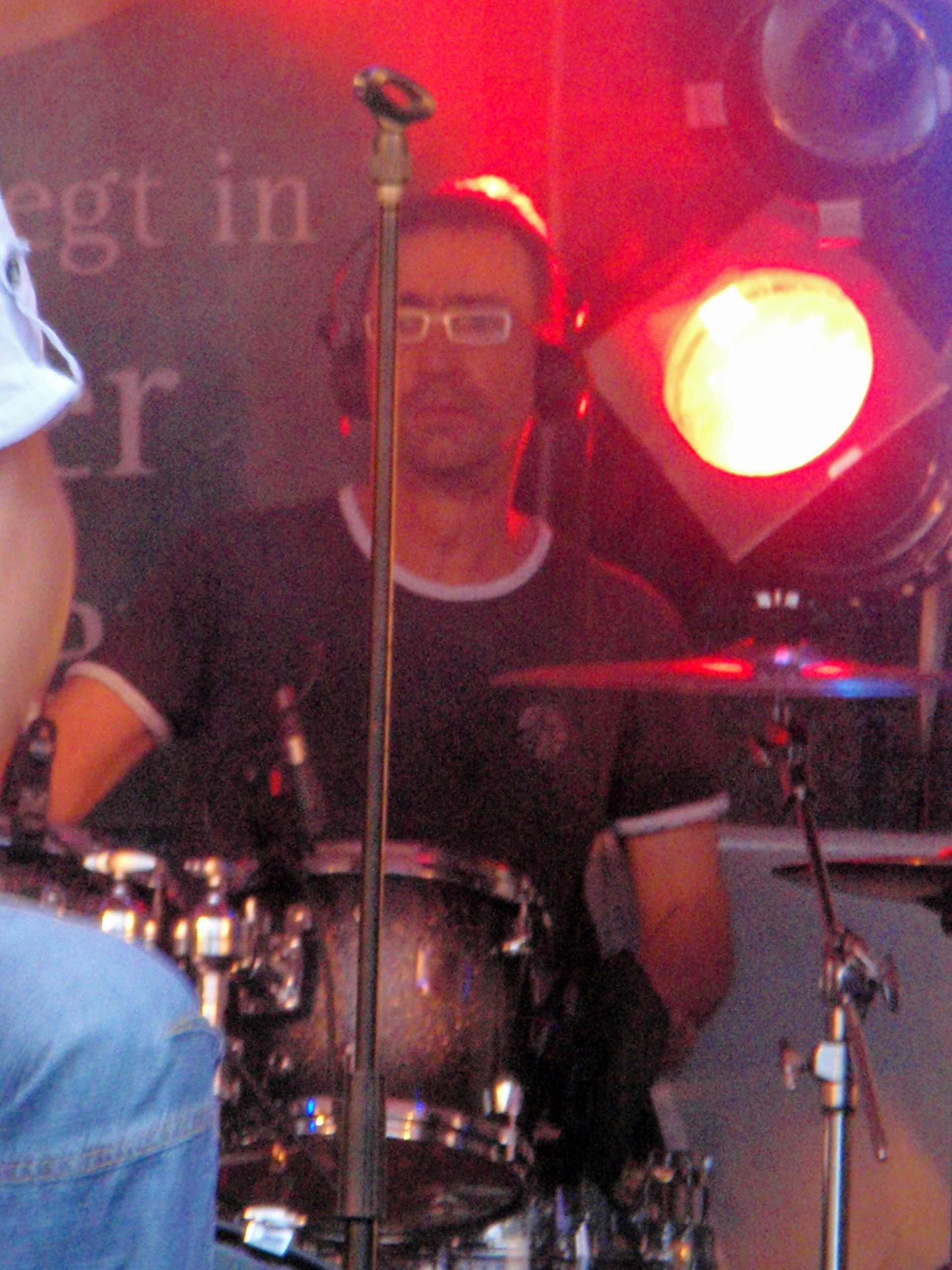
Martin Lifffinski (batterie) avec Still Collins le 25 juillet 2010 à Deux-Ponts

En 2001, le membre fondateur Stefan Hansel quitte le groupe pour des raisons personnelles, mais reste amicalement en tant que remplaçant occasionnel aux claviers et en tant que mainteneur de leur site Web. Le claviériste Andreas Wegener rejoint le groupe en remplacement de Hansel, et apporte au groupe de nouvelle idées musicales.
Les succès se poursuivent au cours du nouveau millénaire avec une audience croissante et de bonnes critiques et confirmation du concept. Le groupe donne des concerts de différentes tailles dans toute l'Allemagne. Il convient de mentionner Kemnader See in Flammen (2000), Brauer-Power Hachenburg (2001) et le Kieler Woche (2004) avec pour chacun un nombre de spectateurs à cinq chiffres, ainsi que les festivals de Cologne, Ringfest (2000) et Rhein in Flammen (2006) avec plus de cent mille spectateurs.
Still Collins devient un groupe à spectacle professionnel. La performance devient plus sophistiquée et va bien au-delà de la reproduction manuelle des titres et de leur simple reconstitution. Faire face à l'auditoire devient plus communicatif et détendue, des séquences vidéo sont intégrées dans le programme afin que les événements aient aussi beaucoup de caractère happening. Le groupe obtient même la reconnaissance des « originaux » puisque Phil Collins et Genesis ajoutent des liens vers le tribute band allemand sur leurs sites officiels.
Le chanteur Sven Komp a alors l'idée des festivals « Monsters of the 80's » : les meilleurs cover-band d'Allemagne se succèdent sur scène à raison de trente minutes chacun, comme par exemple dans la même soirée Still Collins, Quenkings (Queen tribute) et Reggata de Blanc (The Police tribute).

### La poursuite du développement
Quelques changements de line-up n'entrainent pas non plus d'effets négatifs significatifs. Le nombre de concerts et d'événements annuels augmente, également en termes de dimensions (par ex.. Bridge Forum Bonn, Forum Peine, Albert Einstein Forum Kaarst). Le groupe se produit également dans des clubs tels que Café Hahn (Coblence), Zeche Bochum, Kantine (Cologne), Ducsaal (Freudenburg) ou Rex (Lorsch / Bensheim)et lors d'autres petits événements tels que le concert en plein air « Rock am Friedensdenkmal » à Edenkoben.
À partir de 2003, ses propres compositions commencent à apparaître dans le programme, qui est constamment accueilli positivement par le public et à l'automne 2004 conduisent à la sortie d'un maxi CD avec exclusivement son propre matériel. Les compositions et les arrangements sont fortement basés sur la musique de Phil Collins afin de s'intégrer dans le contexte général.

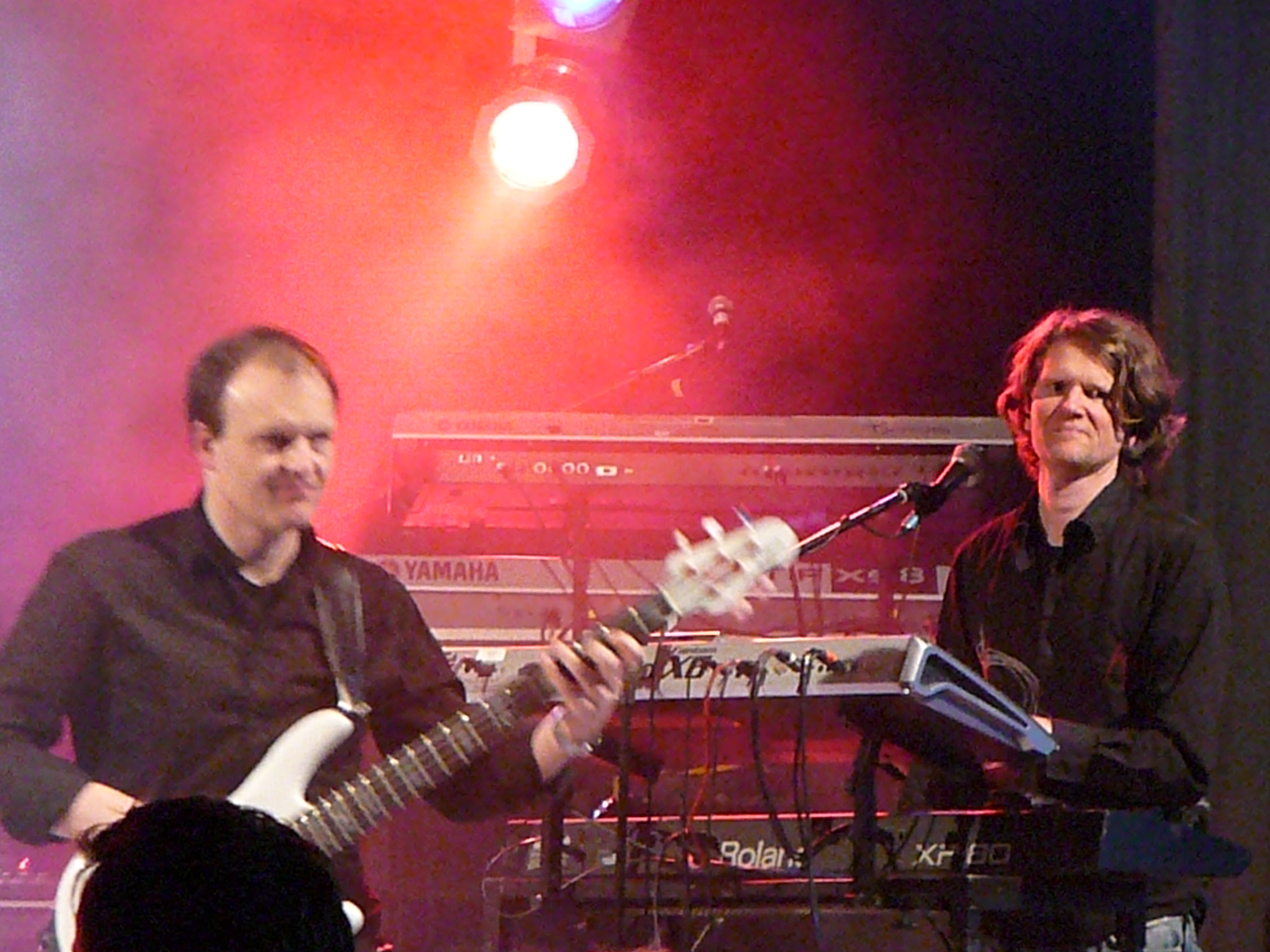
Markus Hartmann (basse) et Wolfgang Braun (claviers) avec Still Collins le 12 mai 2010 à Wadern.

En 2005, lors d'un concert pendant le carnaval en Rhénanie, le claviériste Andreas Wegener est enlevé sur scène, un sac de jute sur la tête, par cinq individus cagoulés en chemises de flanelle. Six semaines plus tard, le journal « Express » de Cologne annonce que le claviériste de Still Collins joue temporairement dans le célèbre groupe Bläck Fööss. Il est pendant ce temps remplacé dans Still Collins par le claviériste original Stefan Hansel ou par Wolfgang Braun, natif de Bamberg, diplômé en piano, composition et arrangement du conservatoire de Cologne, lequel a déjà remplacé plusieurs fois Andreas dans le groupe au cours des trois dernières années. À l'issue du carnaval, Wegener annonce sa décision de rester définitivement avec Bläck Fööss : Wolfgang Braun devient alors membre officiel de Still Collins.

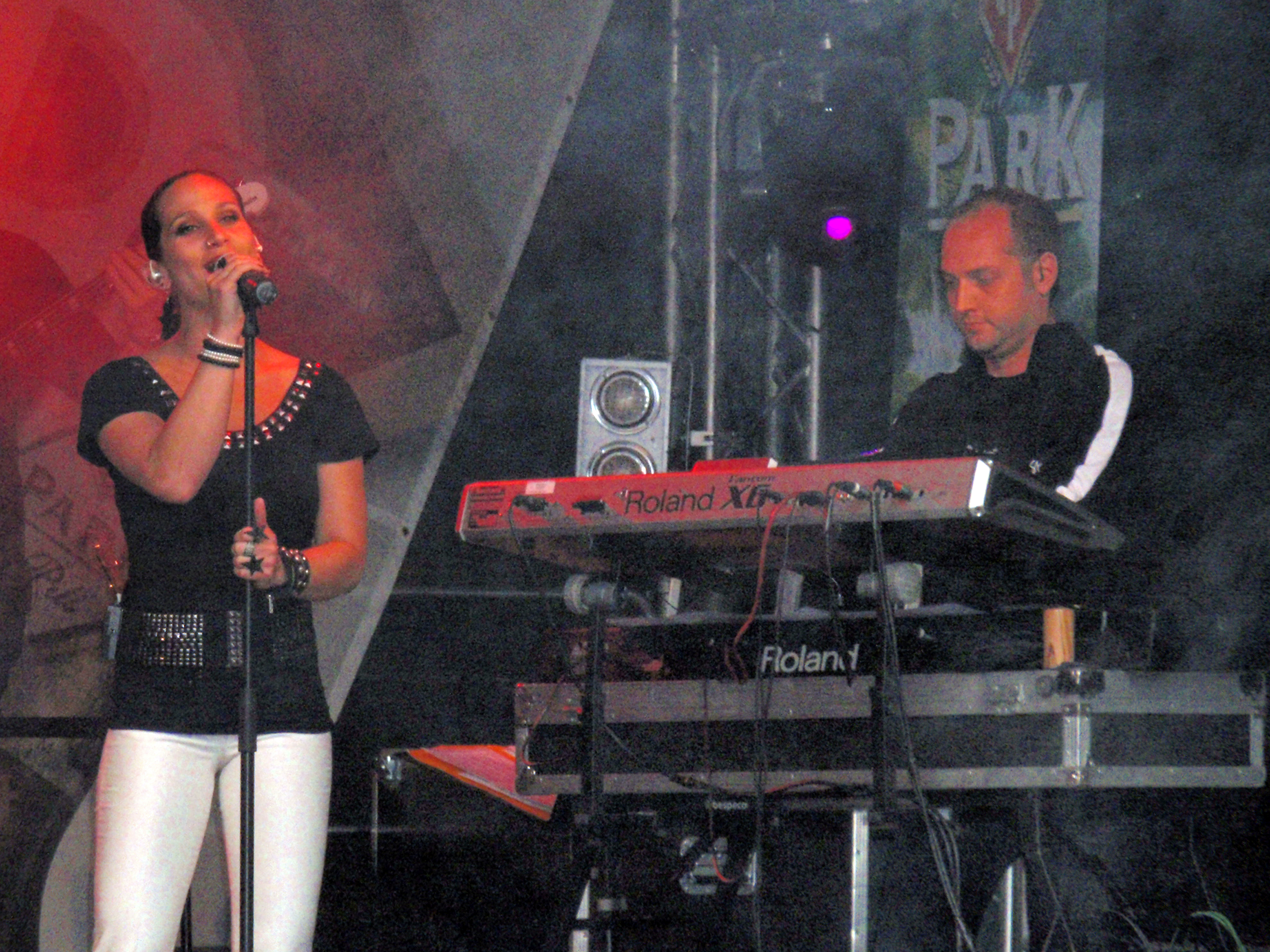
Samira Saygili (chant) & Stefan Hansel (claviers) avec Still Collins le 25 juillet 2010 à Deux-Ponts.

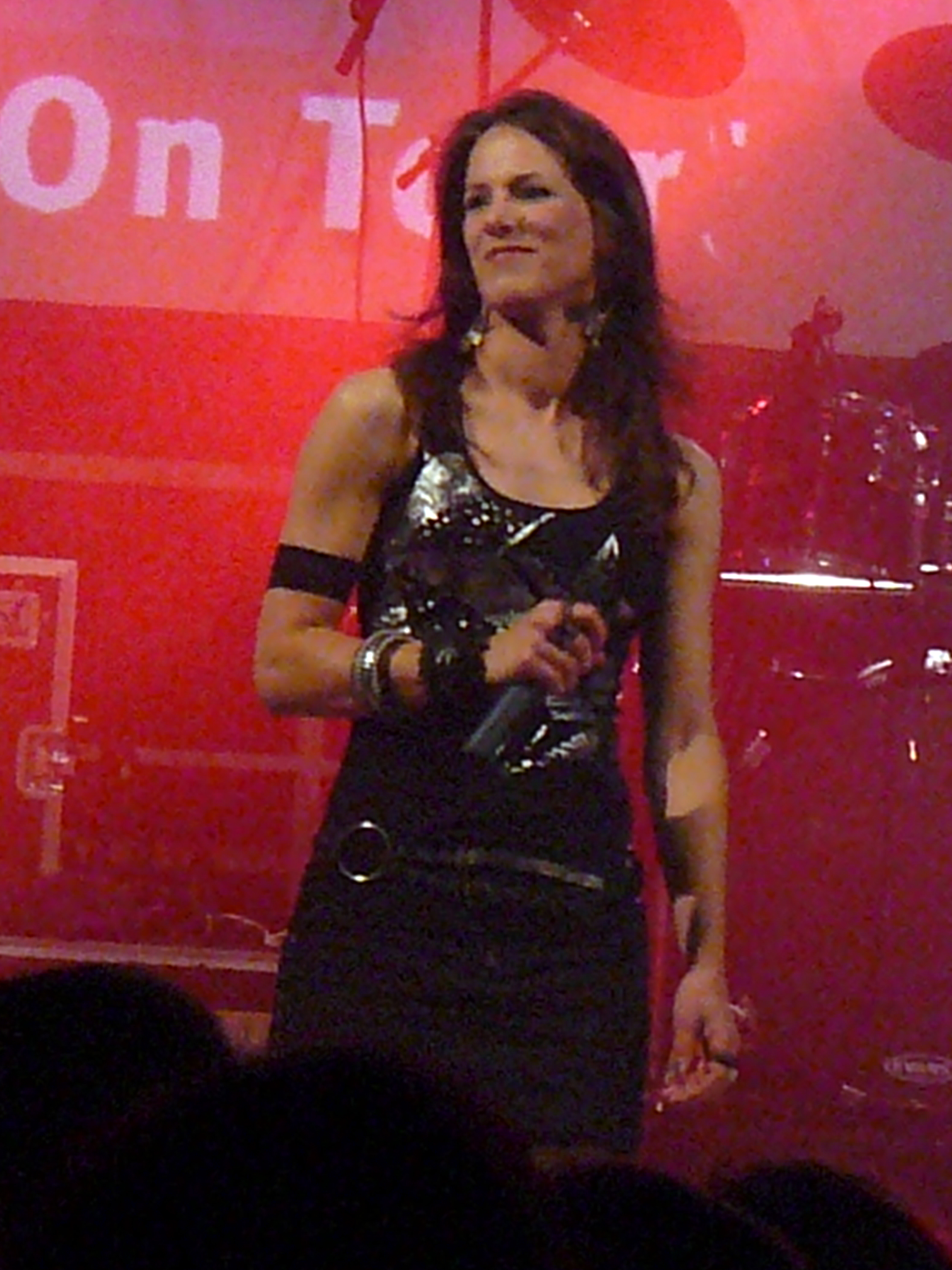
Meike Anlauff avec Still Collins le 16 mai 2010 à Wadern.

Caren Schweitzer-Faust quitte le groupe en 2009 pour des raisons personnelles, et il est décidé de réorganiser le concept des parties vocales. À cette fin, les chœurs sont répartis à trois nouvelles chanteuses avec une emphase individuelle : Meike Anlauff (de), qui a déjà tourné avec succès avec Peter Maffay ; Samira Saygili (de), connue pour divers projets jazz et rock, comme par exemple avec Mark Hochstein ;  Jeannette Marchewka, qui a acquis son expérience dans des dizaines de comédies musicales, de groupes et de projets télévisés. Dans le passé, toutes les trois avaient participé à plusieurs reprises aux chœurs et aux duos vocaux de Still Collins et apportent désormais une large base vocale et une variabilité dans cette formation.
La même année, l'ancien chanteur de Genesis, Ray Wilson, est un invité de premier plan avec Still Collins sur la scène du Bonn Bridge Forum.
L'incontournable concert marquant la fin de tournée à la fin de chaque année devient l'anniversaire du 1000e concert en 2012, et en 2018, le groupe dépasse les 1 400 concerts.
En 2015 se produit un changement parmi les voix féminines : Katja Symannek remplace à plein temps la chanteuse Meike Anlauf qui a quitté Still Collins. Katja a déjà rejoint le groupe en 2013 comme chanteuse remplaçante et a auparavant travaillé pendant de nombreuses années en tant que chanteuse professionnelle pour diverses productions télévisées et en direct, telles que la série télévisée DSDS et des artistes tels que Lionel Richie, Joss Stone, Nina Hagen, et le groupe Die Fantastischen Vier.
En 2020-2021, le groupe fête son 25e anniversaire au cours d'une longue tournée.

## Concept de programme

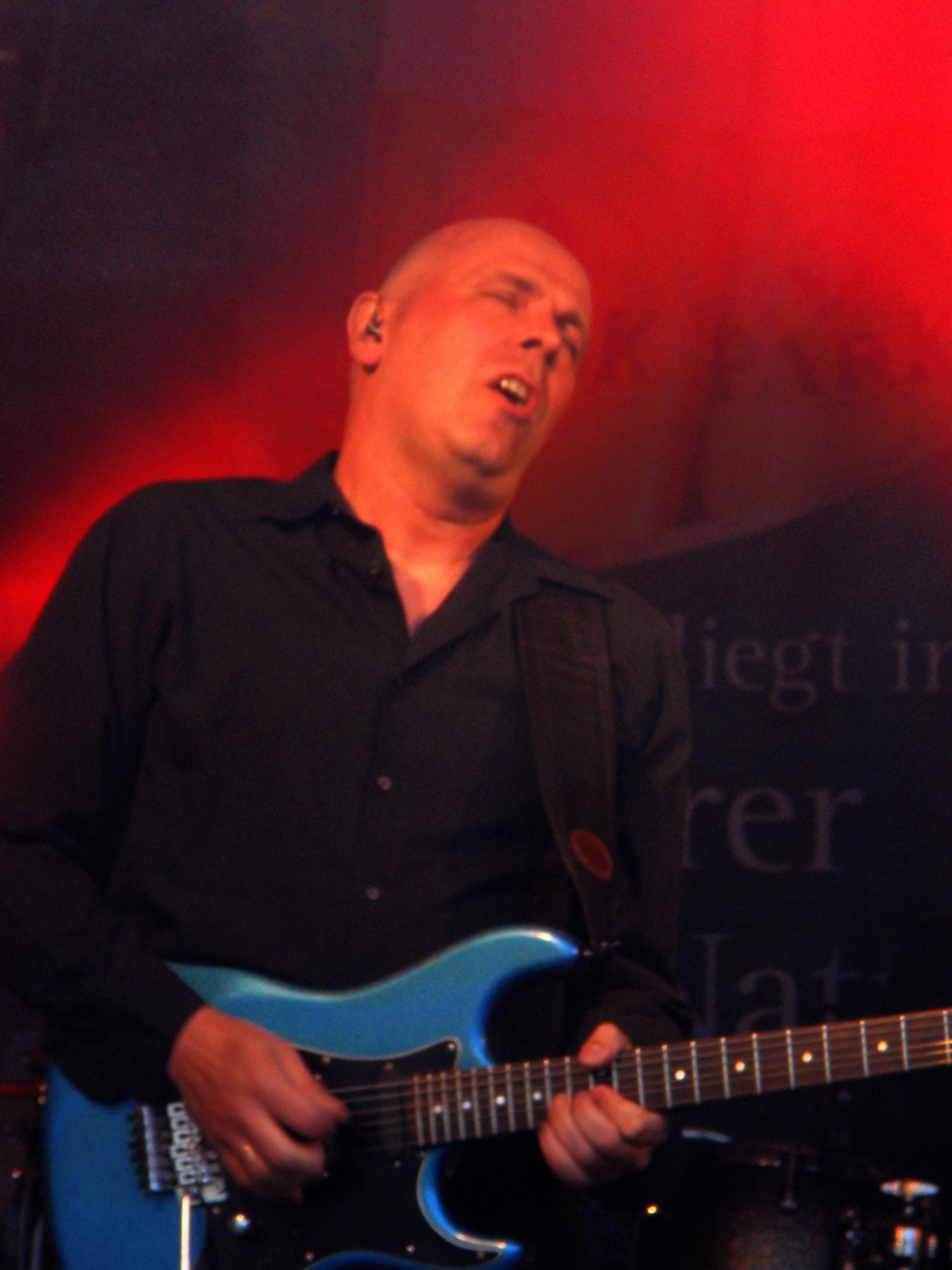
Uli Opfergelt avec Still Collins le 25 juillet 2010 à Deux-Ponts

Still Collins poursuit un concept marketing inhabituel. En plus de son programme standard, qui comprend un large éventail de titres de Phil Collins et de Genesis, ainsi que quelques chansons de Peter Gabriel et de Mike & The Mechanics,, le groupe propose également des sujets spéciaux. Des événements complets sont organisés qui, comme Genesis Live Special, ne comprennent que des chansons de Genesis du milieu des années 1970 dans le programme, comme par exemple l'album Selling England By The Pound (1973). Une autre variante de ces événements conceptuels est le concert Ballads & Lovesongs avec les ballades calmes et sereines et les chansons d'amour de Phil Collins et de Genesis, lesquelles sont généralement négligées aux cours normal des événements.
Il arrive également que le groupe incorpore parmi certains titres de Genesis ou de Phil Collins des extraits d'autres groupes : le solo de guitare de Beat It (Michael Jackson, joué à l'origine par Eddie Van Halen) dans Easy Lover ; le solo de guitare de Highway Star, et le riff de Black Night (Deep Purple) dans Jesus He Knows Me ; Jump (Van Halen), Smoke on the Water (Deep Purple), Seven Nation Army (The White Stripes) et Child in Time (Deep Purple) dans Invisible Touch ; God Save The Queen (Sex Pistols), Higway to Hell (AC/DC), Owner of a Lonely Heart (Yes) comme pot-pourri d'introduction de Land of Confusion.

### Répertoire
Par ordre de sortie des titres originaux :

#### Genesis
| - I Know What I Like (In Your Wardrobe) (1973) - Firth of Fifth (1973) - The Cinema Show (1973) - The Carpet Crawlers (1974) - Medley : Dance On A Volcano / The Lamb Lies Down On Broadway / The Musical Box (1976/1974/1971) - Entangled (1976) - Drum Duet (1976) - Follow You Follow Me (1978) - Behind the Lines (1980) - Turn It On Again (1980) - Duke's Intro (1980) - Abacab (1981) | - Mama (1983) - That's All (1983) - Home by the Sea (1983) - Second Home by the Sea (1983) - Invisible Touch (1986) - Land of Confusion (1986) - Tonight, Tonight, Tonight (1986) - Throwing It All Away (1986) - No Son of Mine (1991) - Jesus He Knows Me (1991) - I Can't Dance (1991) - Hold on My Heart (1991) - Shipwrecked (1997) |

| - In the Air Tonight (1981) - I Don't Care Anymore (1982) - You Can't Hurry Love (1982) - Sussudio (1985) - Don't Lose My Number (1985) - Take Me Home (1985) - Easy Lover (1985) - Separate Lives (1985) - Two Hearts (1988) - A Groovy Kind of Love (1988) - Another Day in Paradise (1989) - Something Happened on the Way to Heaven (1989) - Dance into the Light (1996) - You'll Be in My Heart (1999) - I Can't Stop Loving You (Though I Try) (2002) | - Solsbury Hill (1977) - Sledgehammer (1986) - Don't Give Up (1986) - Over My Shoulder (1995) - Another Cup of Coffee (1995) - Alles klar auf der Andrea Doria (1987) - Mein Ding (2013) |

## Galerie photographique

Sill Collins en concert le 12 mai 2010 à Wadern
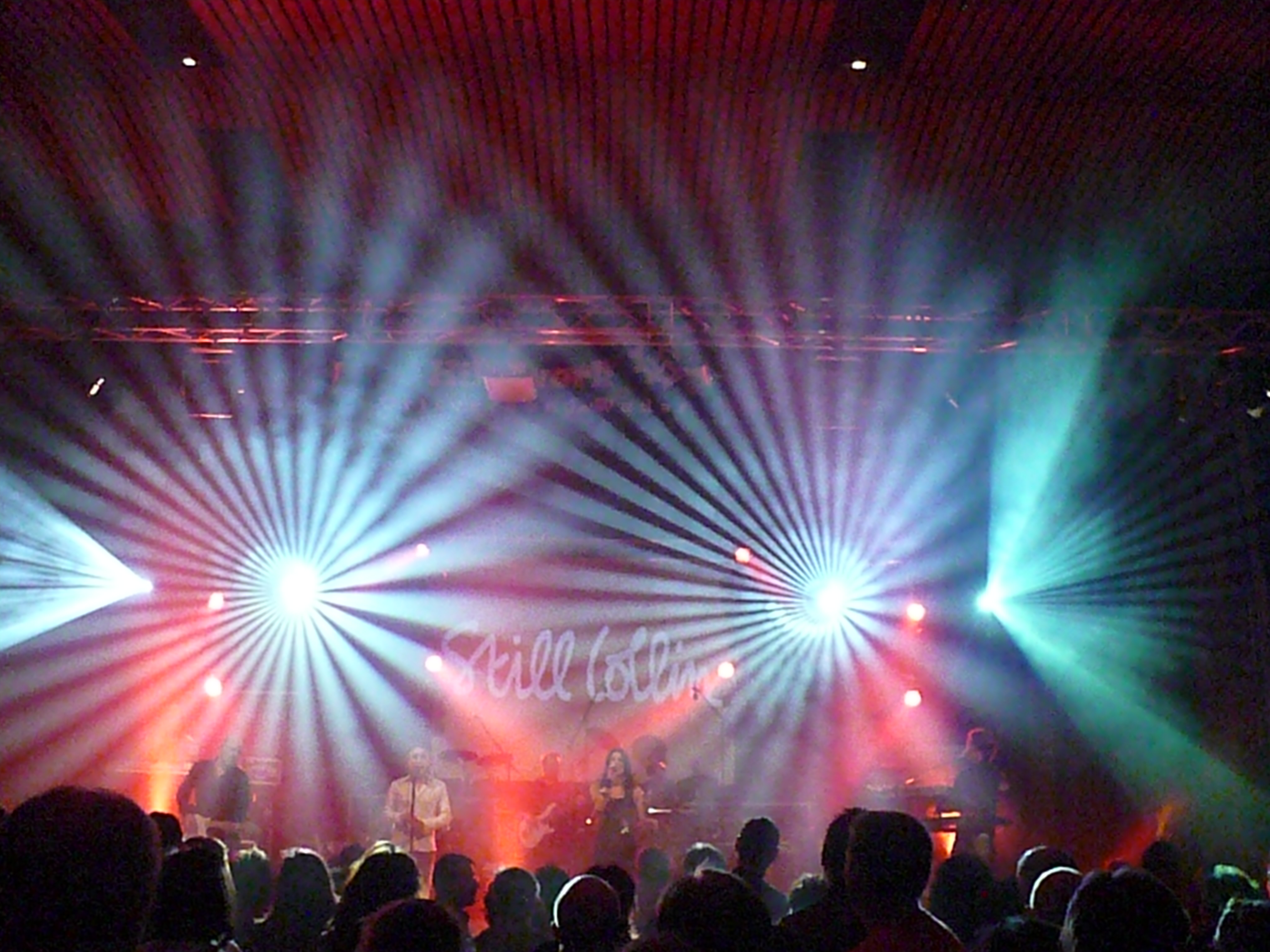
Jeux de lumières
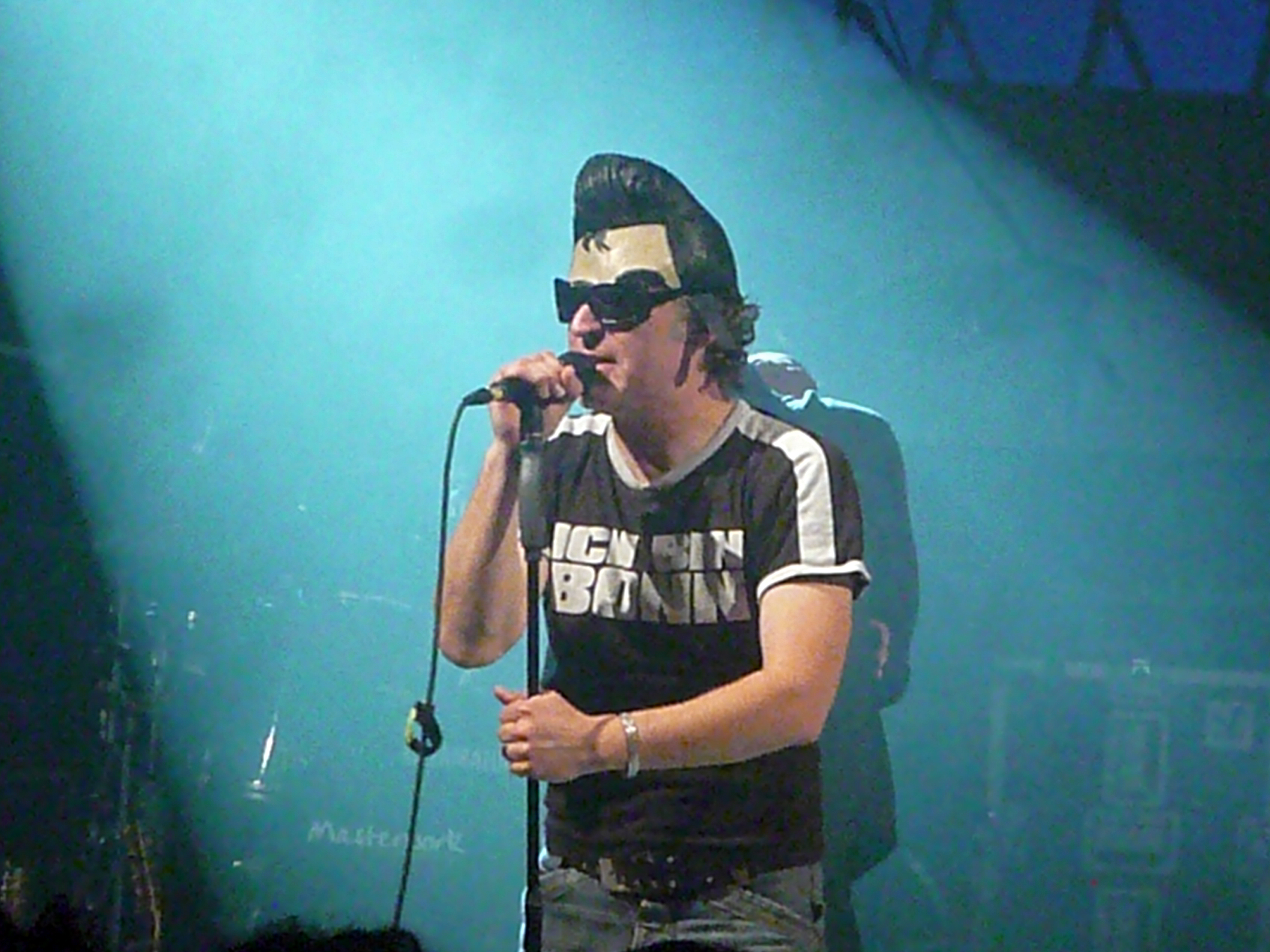
Sven Komp (masqué)
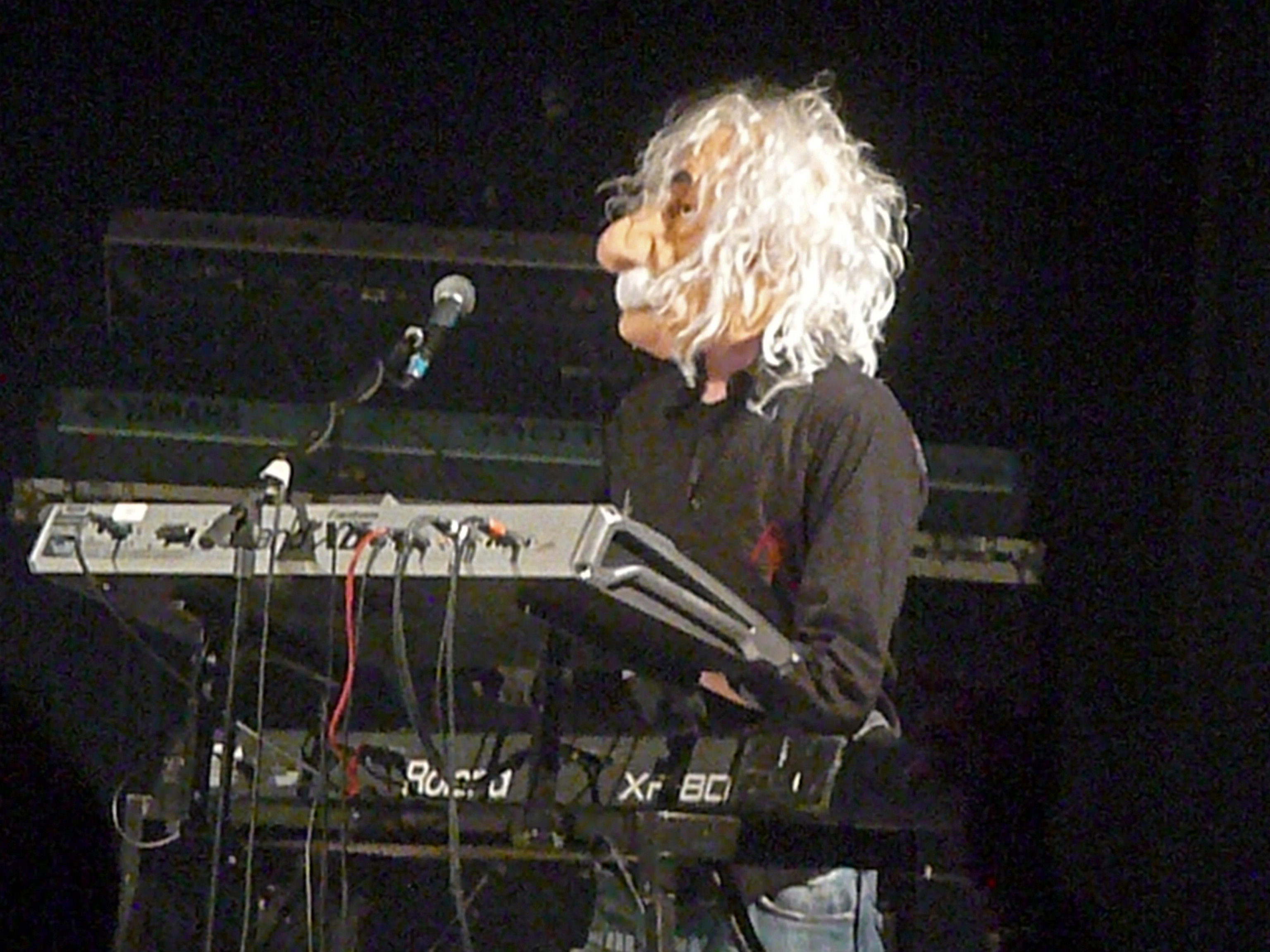
Wolfgang Braun (masqué)
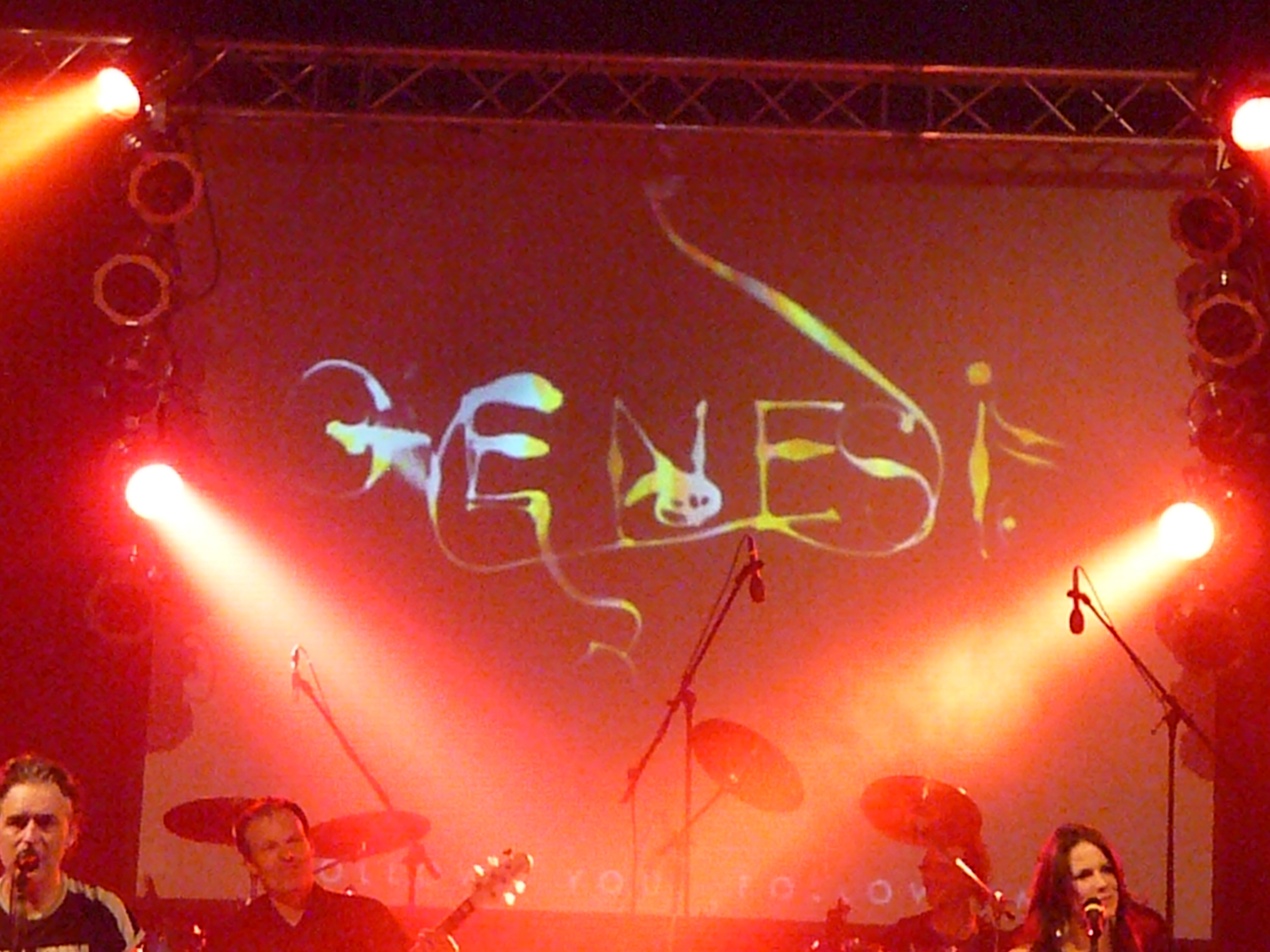
Effet visuel avec le mot Genesis
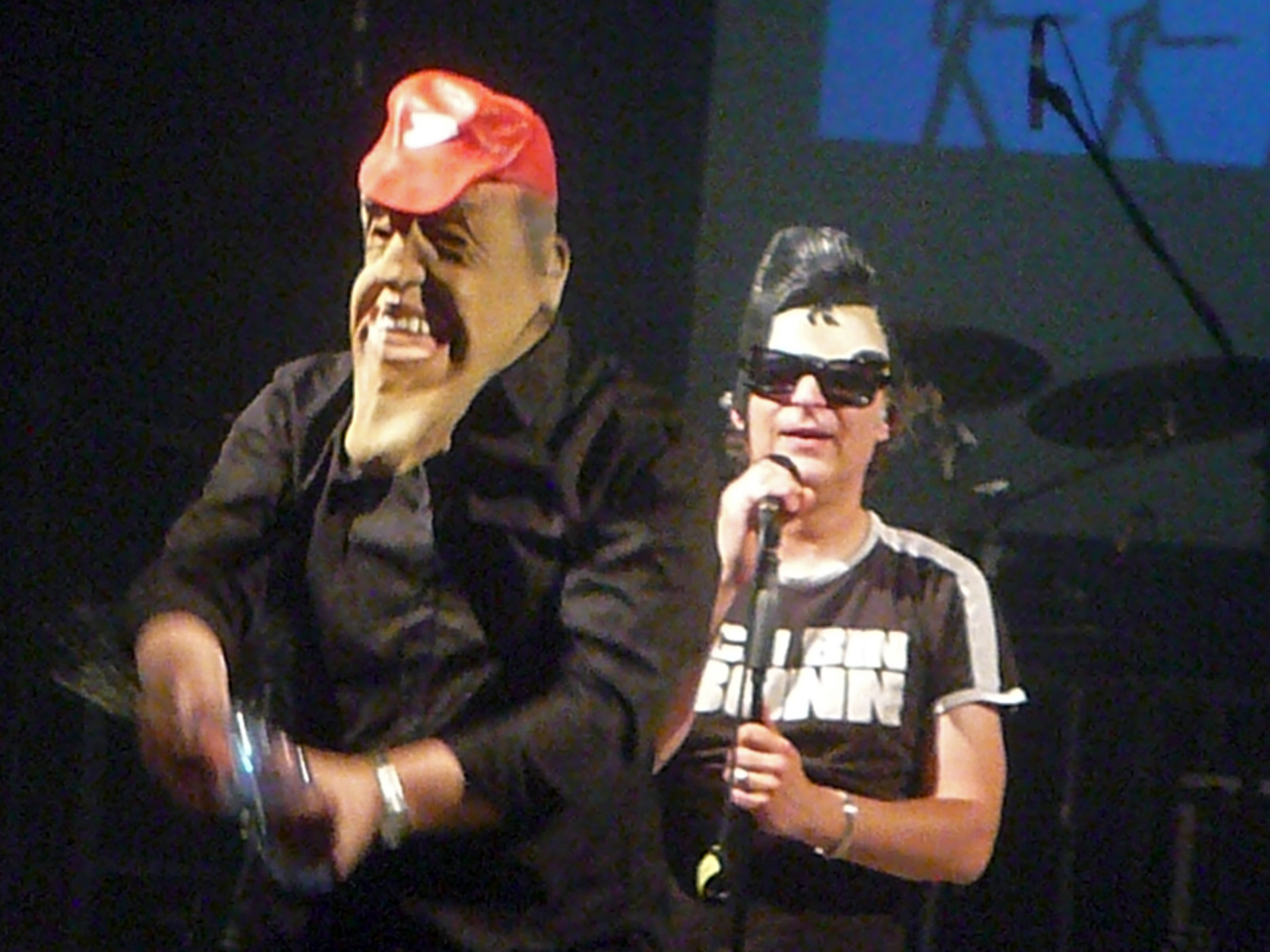
Markus Hartmann et Sven Komp (masqués)
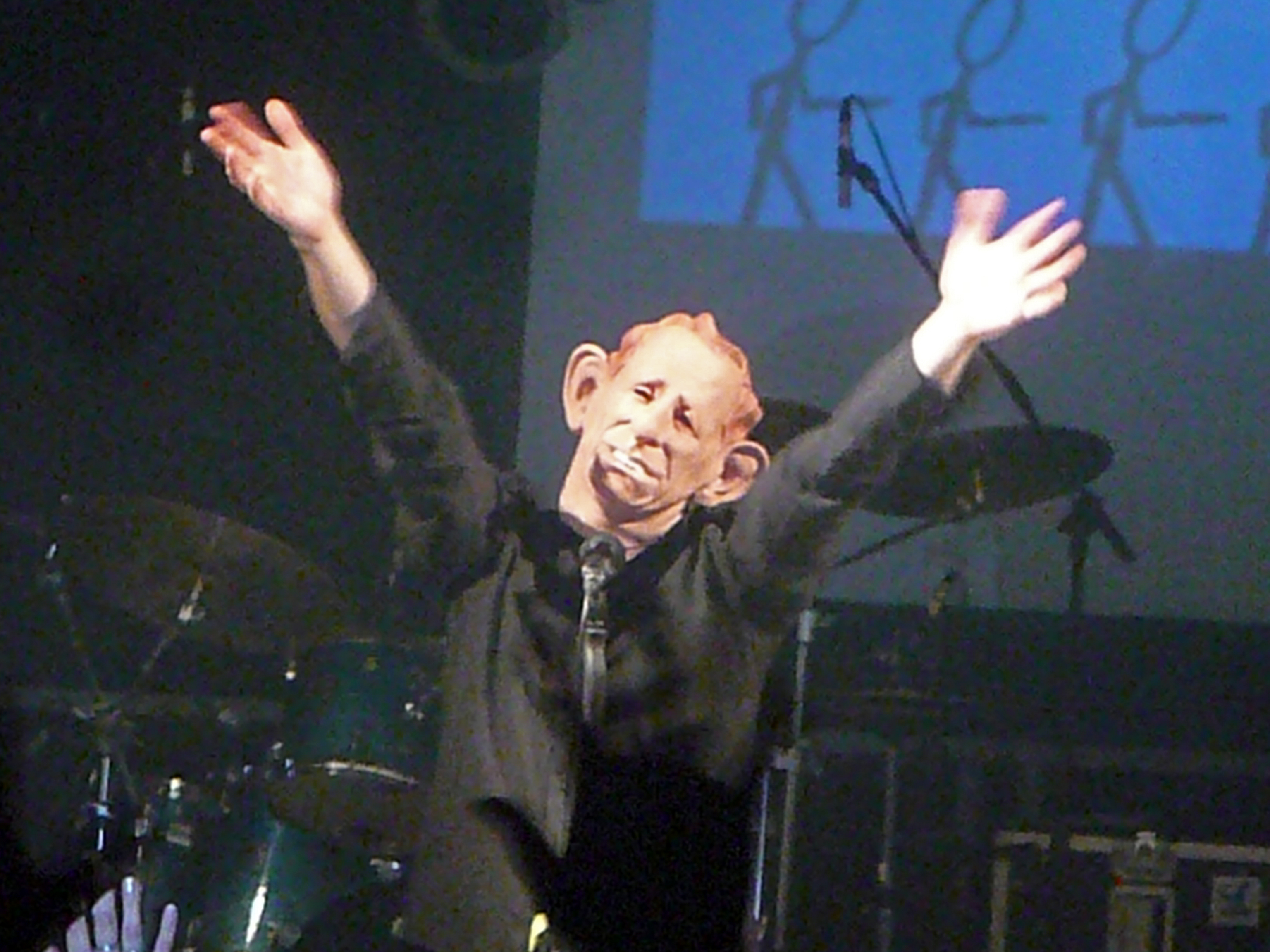
Uli Opfergelt (masqué)
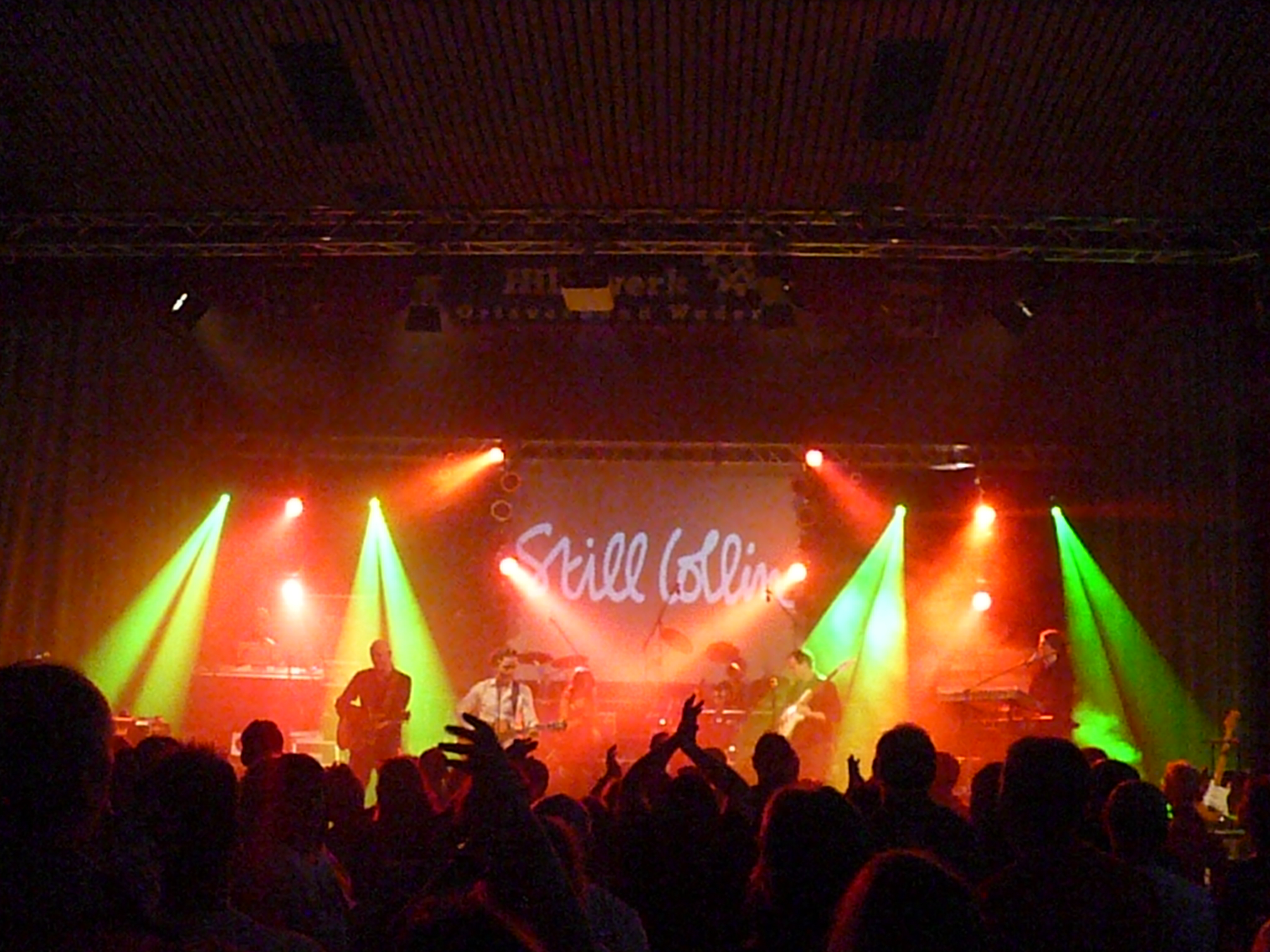
Jeux de lumières

## Membres

### Membres actuels

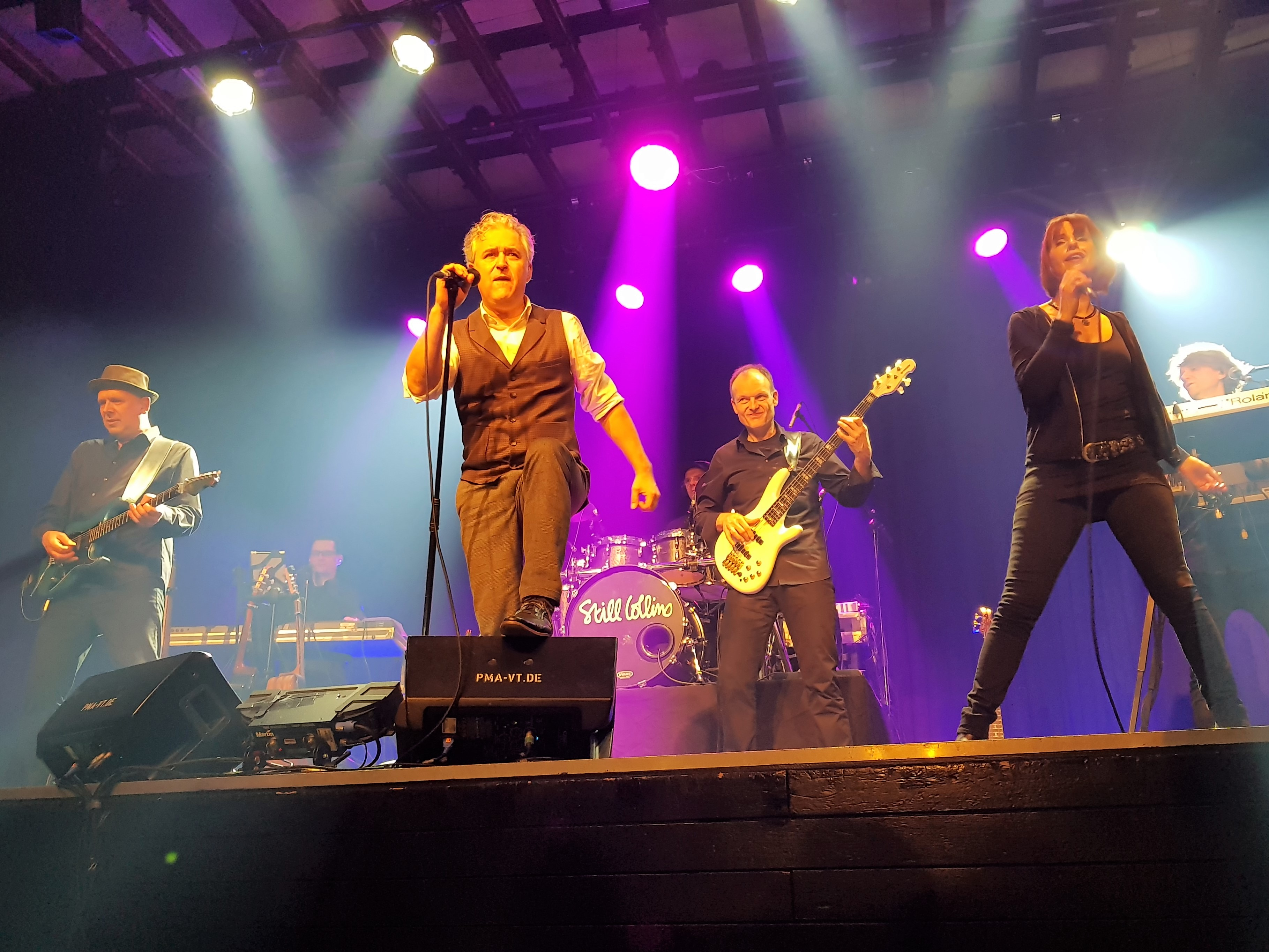
Concert de Still Collins le 1er février 2019 au centre culturel de Dormagen

- Sven Komp : chant, guitare acoustique (depuis 1995)

- Uli Opfergelt : guitare (depuis 1995)

- Markus Hartmann : basse (depuis 1995)
- Christoph Wüllner : claviers, chœurs (depuis 1995)
- Wolfgang Braun : claviers, chœurs (depuis 2005)
- Katja Symannek : chœurs (depuis 2015, remplaçante entre 2013 et 2015)[5]
- Ulf Stricker : batterie (depuis ????)

### Membres additionnels
- Jeanette Marchewka : chœurs (depuis 2009)[5], invitée avant 2009
- Tom Tom Schäfer : percussions
- Section de cuivres : Greenhorns[1]
  - Thomas « Indie » Inderka : trompette
  - Peter Büscher : trompette
  - Peter Schwatlo : trombone
  - Dirk Grezius : saxophone

- Cuivres occasionnels[1] :
  - Frank « Angie » Engel : trompette
  - Richie Hellenthal : trombone
  - Torsten Heitzmann : trombone
  - Bert Conzen : trombone
  - Lothar van Staa : saxophone
  - Klaus Dierolf : saxopohne
- Stefan Marenbach : ingénieur du son (depuis avril 1999)[5]
- Dave Murell : ingénieur du son (depuis 2014)[5]
- Jürgen Lagemann : lumières et conception vidéo (depuis 2014)[5]

### Anciens membres
- Stefan Hansel : claviers (1995-2001), invité occasionnel
- Martin Littfinski : batterie (1995-????)
- Caren Schweitzer-Fauss : chœurs (mai 2000-2009)
- Andreas Wegener : claviers, chœurs (2001-2005)
- Samira Saygili : chœurs (2009-2012)[5], invitée avant 2009
- Meike Anlauff : chœurs (2009-2014)[5], invitée avant 2009

### Chronologie
A : Membre additionnel

## Discographie
- 2001 : Live – but seriously!, concert du 11 mai 1999 à la Kursaal de Bad Honnef
- 2001 : Something happened (EP)
- 2004 : Beautiful Thing – uniquement ses propres compositions[5]
- 2005 : Promo Cut DVD – Enregistrement du concert Golden Oldienight à la Jabachhalle Lohmar
- 2006 : Ballads & Love Songs – concert du 28 avril 2006 à l'Harmonie de Bonn
- 2008 : Best of Online-Tracks – concert 2006 (MP3-Album)
- 2012 : Genesis Live Special – Sélection de titres de Genesis dans le cadre de l'événement conceptuel Genesis Live Special[5]
- 2015 : The very best of Phil Collins & Genesis Live – Sortie  pour le 20e anniversaire du groupe